# 呂号第十二潜水艦
|          |                                                                          |
| 艦歴     |                                                                          |
| 計画     | 大正5年度計画                                                            |
| 起工     | 1917年4月25日                                                            |
| 進水     | 1917年12月1日                                                            |
| 就役     | 1919年9月18日                                                            |
| 除籍     | 1932年4月1日                                                             |
| その後   | 1932年4月1日廃潜水艦1号と仮称                                            |
| 性能諸元 |                                                                          |
| 排水量   | 基準：720トン 常備：735トン 水中：1,000トン                              |
| 全長     | 69.19m                                                                   |
| 全幅     | 6.35m                                                                    |
| 吃水     | 3.43m                                                                    |
| 機関     | ズルツァー式2号ディーゼル2基 電動機、2軸 水上：2,600馬力 水中：1,200馬力 |
| 速力     | 水上：18.2kt 水中：9.1kt                                                 |
| 航続距離 | 水上：10ktで4,000海里 水中：4ktで85海里                                  |
| 燃料     | 重油：60トン                                                             |
| 乗員     | 46名                                                                     |
| 兵装     | 28口径8cm高角砲1門 45cm魚雷発射管 艦首4門、舷側2門 魚雷10本              |
| 備考     | 安全潜航深度：30m                                                        |

呂号第十二潜水艦（ろごうだいじゅうにせんすいかん）は、日本海軍の潜水艦。呂十一型潜水艦（海中1型）の2番艦。竣工時の艦名は第二十潜水艦。

## 艦歴
1917年（大正6年）4月25日、呉海軍工廠で起工。同年12月1日進水。1919年（大正8年）9月18日竣工。竣工時の艦名は第二十潜水艦、二等潜水艦に類別。1924年（大正13年）11月1日、呂号第十二潜水艦に改称。1932年（昭和7年）4月1日に除籍され、廃潜水艦1号と仮称。
就役直後から機関の故障が頻発し、1921年（大正10年）の台湾方面長期巡航訓練では途中で落伍した。

## 歴代艦長
※艦長等の出典：

### 艦長
- 大崎義雄 少佐：1920年12月1日[7] - 1921年4月1日[8]
- （心得）荻野仲一郎 大尉：1921年4月1日[8] - 1922年3月1日[9]
- （心得）大橋龍男 大尉：1922年3月1日 - 12月1日
- （心得）中邑元司 大尉：1922年12月1日 - 1924年5月31日
- （心得）上条深志 大尉：1924年5月31日 - 1925年7月1日
- 関野明 少佐：1925年7月1日[10] - 1925年12月1日[11]
- 篠田清彦 大尉：1925年12月1日[11] - 1926年4月1日[12]
- （兼）関禎 少佐：1926年4月1日 - 9月15日[13]